# Fredrik Ramel
Sten Gustaf Fredrik Troil Ramel, född 9 december 1872 i Malmö, död 30 oktober 1947 i Fridhem, Malmö, var en svensk friherre, diplomat och ämbetsman. Han var Sveriges utrikesminister mellan 1930 och 1932.

## Biografi
Ramel, som avlade mogenhetsexamen 1890, blev därefter student vid Lunds universitet. Efter att ha avlagt juris kandidatexamen 1894 blev han hovrättsnotarie 1897. Ramel inledde en diplomatisk karriär 1895, först som attaché i utrikesdepartementet. Samma år tjänstgjorde han vid generalkonsulatet i Rom, för att bli andre sekreterare vid utrikesdepartementet 1897, förste sekreterare 1900 och kabinettssekreterare 1908–1913.
Under tiden som utrikes sändebud blev Ramel föreslagen som utrikesminister våren 1917, men posten gick till högerledaren i riksdagens andra kammare Arvid Lindman. Ramel var likaså påtänkt som utrikesexcellens hösten samma år, men posten gick istället till industrimannen Johannes Hellner. Han var även aktuell för posten som chef för utrikesdepartementet hösten 1920, men den gick till Herman Wrangel, envoyé i London.
Ramel var envoyé i Kristiania 1913 och i Berlin 1923. Vid ambassaden i Berlin arbetade också den blivande tidningsmannen Herbert Tingsten. Trots högersympatier blev Ramel 1925 utsedd av Hjalmar Brantings tredje regering till landshövding i Malmöhus län, ett ämbete han innehade till 1938. Han blev till slut utsedd till utrikesminister i Carl Gustaf Ekmans andra regering.
Som utrikesminister tog förberedde Ramel Nationernas förbunds förbundssamling 1930. Han utarbetade även den så kallade Oslokonventionen, vilken syftade till att ta bort onödiga tullhinder. Vid nedrustningskonferensen 1932 ville Ramel sätta in tvångsmedel för att upprätthålla den internationella rättsordningen, och att Sverige inte ville undandra sig sina förpliktelser. Han kritiserades av socialdemokraterna som inte vill ge upp Sveriges traditionella motstånd mot obligatoriska militära sanktioner. Efter den frisinnade regeringens nederlag vid andrakammarvalen 1932 avgick Ramel med resten av regeringen. Han återvände således till Malmö som landshövding, där han bland annat även var ordförande i Malmöhus läns skytteförbund.
Ramel var även lanthushållare på sitt arvegendom Gårdstånga-Nygård i Gårdstånga socken. Han var ledamot av Kungliga Lantbruksakademien samt hedersledamot av Fysiografiska sällskapet i Lund.

### Privatliv
Ramel var son till ryttmästaren friherre Hans Fredrik Ramel (1845–1892) och Carolina Alexandrina von Troil (1851–1917). Han var från 1899 gift med friherrinnan Ida Louise Elisabeth von Essen (1878–1950), dotter till envoyén, greve Hans Henrik von Essen (1835–1894) och Jaquette, född Gyldenstolpe (1841–1917). De blev föräldrar till Hans Ramel.
Fredrik Ramel är begraven på Gårdstånga kyrkogård.

## Utmärkelser

### Svenska utmärkelser
- Riddare och kommendör av Kungl. Maj:ts orden (Serafimerorden), 6 juni 1932.[3]
- Konung Gustaf V:s jubileumsminnestecken med anledning av 70-årsdagen, 16 juni 1928.[4]
- Kommendör med stora korset av Nordstjärneorden, 6 juni 1922.[5]
- Kommendör av första klassen av Nordstjärneorden, 30 september 1914.[6]
- Kommendör av andra klassen av Nordstjärneorden, 6 juni 1911.[7]
- Riddare av Nordstjärneorden, 16 juni 1908.[8]
- Riddare av första klassen av Vasaorden, 1 december 1905.[9]

### Utländska utmärkelser
- Storkorset med briljanter av Danska Dannebrogorden, tidigast 1931 och senast 1935.[4][10]
- Kommendör av första graden av Danska Dannebrogorden, 1909.[11][12]
- , 1909 Riddare av Danska Dannebrogorden, 1908.[11][13]
- Storkorset av Norska Sankt Olavs orden, 18 december 1914.[12][14]
- Storkorsriddare av Isländska falkorden, tidigast 1931 och senast 1935.[4][10]
- Första klassen av Iranska Homayounorden, tidigast 1931 och senast 1935.[4][10]
- Riddare av storkorset av Italienska kronorden, tidigast 1931 och senast 1935.[4][10]
- Storkorset av Polska Polonia Restituta, tidigast 1931 och senast 1935.[4][10]
- Riddare av första klassen av Ryska Sankt Stanislausorden, 1909.[11][12]
- Första klassen av Thailändska kronorden, 1914.[14][15]
- Storkorset av Spanska Isabella den katolskas orden, tidigast 1931 och senast 1935.[4][10]
- Kommendör av Spanska Isabella den katolskas orden, 1904.[16]
- Storkorset av Österrikiska Frans Josefsorden, 1909.[11][12]
- Riddare av andra klassen med kraschan av Preussiska Kronorden, 1908.[11][13]
- Kommendör av Franska Hederslegionen, 1908.[11][13]
- Kommendör av andra klassen av Sachsiska Albrektsorden, 1908.[11][13]
- Officer av Belgiska Leopoldsorden, 1905.[13]
- Riddare av tredje klassen av Preussiska Röda örns orden, 1908.[11][13]
- Fjärde klassen av Persiska Lejon- och solorden, 1900.[16]